# روسولا مبرقشة
روسولا مبرقشة (الاسم العلمي: Russula versicolor) هي نوع من الفطريات تتبع جنس الروسولا من الفصيلة الروسولية.